# Delv!s

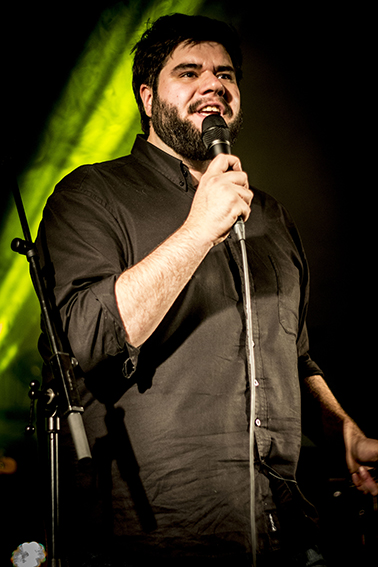
Delv!s in 2014

Delv!s is de artiestennaam van de Belgische singer-songwriter en soulzanger Niels Delvaux (Landen, 9 september 1987). Hij oogstte succes in Vlaanderen,
Nederland en Frankrijk met nummers als 'Blend' (2011), 'Tell Me' (2013), 'Come My Way' (2017) en 'Sunday Interlude' (2017). In 2017 was hij een van de genomineerden voor de Radio 2 Zomerhit.

## Biografie

### Jeugd
Niels Delvaux werd geboren in een muzikale familie in het Vlaams Brabantse Landen. Zijn ouders leerden elkaar kennen in een Keltische folkgroep.
Op jonge leeftijd was hij reeds actief als zanger en muzikant in diverse rockgroepen. In 2007 fungeerde hij zo als gastzanger en mondharmonicaspeler op twee nummers van de Sint-Truidense bluesgroep Bacon Fat, 'Blues for Carol' en Raggafari Jack'. Beide nummers kwamen terecht op het album "Reinventing the Mojo" dat in juni 2007 verscheen onder het label Grease It Up.
Zijn artiestennaam verkreeg hij reeds in die periode en betreft een samentrekking van Delvaux en Elvis. Al snel werd immers duidelijk dat hij beschikte over een karakteristieke, soulvolle stem. Na het afronden van zijn secundair onderwijs schreef hij zich bijgevolg in aan de jazzstudio in Antwerpen, waar hij een jaar studeerde. Tijdens die studie ontdekte hij jazzstemmen als Billy Holiday en Ella Fitzgerald. Zijn voorliefde voor "zwarte" muziek, van Aretha Franklin, Mahalia Jackson en James Brown tot Otis Redding en B.B. King, werd alleen maar groter. In 2010 besloot hij de schoolbanken achter zich te laten om muzikale praktijkervaring op te doen. Hij verhuisde voor een periode van drie jaar naar Brussel, waar hij samen met het Leuvense dj-collectief Up High Collective experimenteerde met elektronica.

### Aanvang muzikale carrière
Samen met Up High Collective nam hij de single 'Blend feat. Delv!s' op. Het nummer verscheen in april 2010 onder het label "On-Point Records" en werd opgemerkt door deejay LeFtO, hetgeen resulteerde in frequente airplay op Studio Brussel. 'Blend' werd tevens opgepikt door Gilles Peterson voor zijn Brownswood Recordings. De release van 'Blend' ging voor Up High Collective gepaard met een mini-tournee in het voorprogramma van Aloe Blacc.
Dat jaar ontmoette hij in een Brusselse bar Selah Sue die hem voorstelde aan haar producer. Later trad hij op in het voorprogramma van Selah Sue, o.m. tijdens haar concertenreeks in Het Depot in Leuven.
In 2011 nam hij samen met "Title", een dj waarmee hij zijn flat deelde, het nummer 'Sidechain reaction' op.

### Doorbraak
Voor Canvas maakte hij in 2013 het nummer "Tell Me". Eigenlijk vroeg het televisiestation hem om een zomertune van één minuut af te leveren, maar uiteindelijk leverde Delv!s een volwaardig nummer af. "Tell Me" werd een zomerhitje dat de weg opende naar diverse festivals. Datzelfde jaar fungeerde hij ook als gastzanger op het nummer "Insatiable" van de Zweedse dj Deetron.
Zijn doorbraak bij het grote publiek kwam er in 2016 dankzij de release van het succesvolle disco-funk-nummer Come My Way. Delv!s voerde het nummer live op tijdens diverse televisieprogramma's, waaronder Van Gils & Gasten, De Wereld Draait Door en Iedereen tegen Kanker.
"Come My Way" haalde een 9de plaats in de Ultratop 50. Het nummer bereikte eind januari 2017 de eerste plaats in de Airplay Charts 50, de lijst met meest gedraaide nummers op de Vlaamse radiostations. "Come My Way" haalde tevens een 3de plaats in De Afrekening van Studio Brussel en verscheen op de verzamelaars "De Maxx - Long Player 38" en "De Afrekening 62". Op Spotify werd "Come My Way" meer dan 2,5 miljoen keer beluisterd (november 2017).
Op 19 mei 2017 verscheen 'Sunday Interlude'. Het nummer werd opnieuw een succes en werd genomineerd voor de Radio 2 Zomerhit. Delv!s bracht het nummer live tijdens de Radio 2 Zomerhit-show in Blankenberge.
Op 16 juni 2017 bracht hij het studioalbum "No Ending" uit onder het platenlabel "Because Music". De plaat omvat een mix van soul & funk en disco-funk in de stijl van Michael Jackson en Quincy Jones.
Op 31 januari 2018 vond de uitreiking van de MIA's (Music Industry Awards) van 2017 plaats. Delv!s werd genomineerd in de categorie doorbraak.
Vrijdag 3 augustus 2018 kwam zijn nieuwe single 'Yeah Yeah Yeah' uit, dit nummer is geproduced door Niels Delvaux en Boris Van Overschee.

### Live-performances
Delv!s trad sinds 2011 op in het voorprogramma van diverse Belgische en internationale artiesten: van Aloe Blacc (samen met Up High Collective), Tony Joe White (februari 2011), Allen Stone (maart 2013) en Selah Sue tot John Newman (februari 2014) en Jamie Lidell (oktober 2016). In 2013 deed hij diverse festivals aan, waaronder Pukkelpop, Lowlands, Boomtown Festival, Leffingeleuren en Couleur Café. Op 9 november 2013 trad Delv!s op in het Koninklijk Circus in Brussel als voorprogramma voor Jamie Cullum. In 2014 stond Delv!s op de affiche van o.m. Gent Jazz Festival.
Het jaar 2017 resulteerde in een drukke concertagenda met optredens in diverse concertzalen, waaronder de Ancienne Belgique op 16 maart 2017 en  Paradiso en concerten op diverse festivals in Vlaanderen, Nederland en Frankrijk, waaronder, Pukkelpop, Eurosonic, Lokerse Feesten, Bospop, CrammerocK, Musilac Music Festival en het MaMa Festival in Parijs.

### Einde
In 2021 kondigt Delv!s zijn nieuwe album aan, 'BlaBlaBlue', dat in 2022 verschijnt. Het is zijn debuutalbum maar tegelijk ook zijn afscheid, aangezien zijn gezondheid het niet toelaat verder te doen. Een eerste single daaruit is 'Baby Love', nadien volgt ook 'Money'. Delv!s kondigt aan ook niet meer live te zullen optreden.

## Discografie
Ep's/albums
- Caravan / Blend (2010, On Point) (met Up High Collective)
- No Ending (2017, Because Music)
- BlaBlaBlue (2022, Beacause Music)

Singles
- "Blend feat. Delv!s" (als Up High Collective feat. Delv!s)
- "Sidechain reaction" (2011) (als Title feat. Delv!s)
- "Tell Me" (2013)
- "Isatiable" (2013)
- "Come My Way" (2016)
- "Sunday Interlude" (2017)
- "Home Again" (2017)
- "Yeah Yeah Yeah" (2018)
- "Brother" (2019)
- "Baby Blue" (2022)
- "Money" (2022)